# 1 Out of 7
1 Out of 7 è un film del 2011 diretto da York Shackleton, conosciuto anche col titolo Street.

## Trama
la sedicenne Lexi scappa di casa dopo una lite con la madre. Finisce così a Portland, dove incontra Eric. Una storia di amore e di vita adolescenziale per le strade.